# Atyria albifrons
Atyria albifrons là một loài bướm đêm trong họ Geometridae.